# Marvin Gaye Recorded Live on Stage
| Recensione              | Giudizio |
| ----------------------- | -------- |
| AllMusic                |          |
| Dizionario del Pop-Rock |          |

'Marvin Gaye Recorded Live on Stage è il primo album dal vivo del cantante statunitense Marvin Gaye, pubblicato nell'ottobre del 1963.

## Tracce

### LP
Lato A
1. Stubborn Kind of Fellow – 3:41 (Marvin Gaye, William Stevenson, George Gordy)
2. One of These Days – 2:53 (William Stevenson)
3. Mo Jo Hanna – 3:25 (Clarence Paul, Andre Williams)
4. The Days of Wine and Roses – 3:25 (testo: Johnny Mercer – musica: Henry Mancini, Johnny Mercer)

Lato B
1. Pride and Joy – 3:17 (Norman Whitfield, Marvin Gaye, William Stevenson)
2. Hitch Hike – 3:20 (Clarence Paul, Marvin Gaye, William Stevenson)
3. Get My Hands on Some Lovin – 2:48 (Marvin Gaye, William Stevenson)
4. You Are My Sunshine – 2:16 (Jimmie Davis, Charles Mitchell)

## Musicisti
- Marvin Gaye – voce
- Martha and The Vandellas (non accreditato) – cori
- Altri musicisti non accreditati

Note aggiuntive
- WM. Stevenson – produttore
- Wright and Yeszin – design copertina album originale
- Billie Jean Brown – note retrocopertina album originale